# رونغانو نيوني
رونغانو نيوني (بالإنجليزية: Rungano Nyoni)‏، هي مُخرجة ومُنتجة  تحمل الجنسيتين الزامبية و‌الويلزية. عُرفت رونغانو بشكل كبير بفضل إخراجها لفيلم أنا لست ساحرة سنة 2018. وقد فازت عن هذا العمل بجائزة الأكاديمية البريطانية لفنون السينما والتلفزيون لأفضل بداية في مجال الإخراج.

## وصلات خارجية
- رونغانو نيوني على موقع IMDb (الإنجليزية)
- رونغانو نيوني على موقع ألو سيني (الفرنسية)
- رونغانو نيوني على موقع قاعدة بيانات الفيلم (الإنجليزية)